# 浙台（玉环）经贸合作区
浙台（玉环）经贸合作区是浙江省台州市的一个开发区。主管机构浙台（玉环）经贸合作区管委会为玉环市人民政府派出机构，正式挂牌成立于2013年12月26日。
浙台（玉环）经贸合作区管委会的前身是台州市大麦屿港区开发工作领导小组办公室（简称“大麦屿港区办”），大麦屿港区办于2006年1月13日经台州市人民政府批准设立。2013年4月25日，经玉环市编办批准，大麦屿港区办、台州市大麦屿港区开发指挥部与浙台（玉环）经贸合作区管理委员会合署办公。

## 机构历史

### 设立机构
2012年11月2日，浙江省人民政府办公厅下发《关于设立浙台（玉环）经贸合作区的复函》（浙政办函【2012】88号），同意在整合玉环经济开发区、大麦屿港区等区块的基础上，设立浙台（玉环）经贸合作区。浙台（玉环）经贸合作区纳入省级开发区管理序列。
2013年12月26日，浙台（玉环）经贸合作区管委会挂牌仪式，在玉环县大麦屿港区办大楼前举行，时任县领导陈明迪、李茂芳为管委会揭牌，宣告浙台（玉环）经贸合作区正式投入运作。
2017年1月9日，浙台（玉环）经贸合作区管委会行政大楼正式落成并交付使用，时任县委常委、副县长柯寿建为大楼揭牌。

### 申报国家级对台经贸合作区
2017年9月11日，玉环市市长吴才平赴浙江省商务厅，就玉环市申报国家级对台经贸合作区的相关事项，与省商务厅进行了深入探讨与研究。
2017年12月13日，国家商务部台港澳司处长何咏前带队的调研组来到玉环市，就玉环对台经贸合作等相关工作进行调研。
2018年1月30日，浙江省人民政府办公厅下发《关于印发全面优化开发区建设促进开发区深化改革扩大开放和创新发展的实施意见》（浙政办发[2018]9号），文件中明确提出支持浙台（玉环）经贸合作区创建国家级对台经贸合作区。
2019年2月27日，时任玉环市委书记林先华来到浙台（玉环）经贸合作区调研时，明确提出，2019年年内合作区要全力完成以下六大任务：
1. 创建海峡两岸（玉环）经贸合作实验区[d]
2. 申报综合保税区
3. 申报台湾水果、花卉、水产品入境指定口岸
4. 巩固深化对台直航
5. 申报对台旅游自由行城市[e]
6. 大力发展临港型产业

2019年3月5日，国家商务部驻杭州特派员办事处副特派员周关超一行来到玉环，对浙台（玉环）经贸合作区相关工作进行调研，并就玉环市申报“海峡两岸(玉环)经贸合作区”的工作进行指导。

## 政治

### 现任领导
浙台（玉环）经贸合作区管委会主任：许敏
浙台（玉环）经贸合作区党工委书记：柯寿建（兼任玉环市委常委，常务副市长）

## 机构职责
- 按照玉环市委、市政府的部署，统筹大麦屿港区建设的各项规划并组织实施。
- 组织编制港区产业发展规划，统筹港区产业布局，做好大麦屿港区基础设施建设和重点项目引进以及招商引资等工作。
- 负责大麦屿、大岩头、连屿、普竹、鲜迭、临港6大作业区的开发建设工作。
- 加快大麦屿港开发和开放的步伐。
- 搞好大麦屿港区规划建设和管理，保护土地资源，做好基础设施建设和环境保护工作，不断优化港区环境。
- 负责大麦屿港区规划控制区的岸线管理工作。
- 协调配合海关、国检、边检、海事等有关单位和其他涉港部门的工作并协调相关事务。
- 协助浙江大麦屿港务有限公司等相关单位发展大麦屿港集装箱和货物的吞吐量。
- 推进浙台（玉环）经贸合作区的相关规划编制工作，制定和争取玉环市开展对台经贸合作交流的优惠政策。
- 开展两岸在经贸、文化、社会、宗亲、民俗、宗教等方面的交流合作。
- 组织开展对台招商引资工作，并做好引进企业的管理和服务工作。
- 统筹协调对台直航管理等。[11][12]